# Zona Leste de Boa Vista

Zonas leste à direita do mapa

a Zona Leste de Boa Vista tem a 2° nobreza de Boa Vista. que possui o Estádio Flamarion Vasconcelos e o Roraima Garden Shopping.

## Lugares

### Estádio Canarinho
O Estádio Flamarion Vasconcelos, apelidado de Canarinho, é um estádio de futebol localizado na cidade de Boa Vista, no estado de Roraima, pertence ao Governo do Estado de Roraima.

Estádio Canarinho

O estádio foi interditado em 2012, após o início de uma reforma que foi feita para que o estádio servisse como Centro de Treinamento e fossem entregues antes da Copa do Mundo da FIFA 2014, mas a obra não foi terminada a tempo, e acabou sendo descartado. Passados mais de sete anos as obras foram finalmente concluídas em fevereiro de 2020.

### Roraima Garden Shopping

Roraima Garden Shopping

Em operação a 10 anos, o Roraima Garden Shopping está localizado na cidade de Boa Vista, a cidade que possui uma taxa de crescimento média maior que a do Brasil e de fácil acesso pela Avenida Ville Roy. O empreendimento possui quase 26 mil m² de área construída, mais de 1.600 vagas de estacionamento, 4 salas de cinema com tecnologia 3D, Wi-Fi gratuito, uma climatização para comportar um alto volume de fluxo de pessoas com grande conforto e um mix de produtos e serviços que está em constante evolução! Um ambiente prazeroso para passear com a família e fazer suas compras com tranquilidade. Lounges para descanso e várias opções de lazer, gastronomia, moda e serviços. O Roraima Garden Shopping tem mais de 60 operações, entre elas: Faculdade UNAMA, Correios, Smartfit, Bob's, Riachuelo, Morana, Studio Z, Cacau Show e Damyller. Além disso, tem também um Caixa Eletrônico 24h. O Garden mora no coração de Boa Vista e tem um imenso orgulho de fazer parte do dia a dia dos roraimenses. Sem dúvidas, o shopping não poderia escolher lugar melhor para viver.

## Bairros
- São Pedro
- Canarinho
- 05 de Outubro
- Caçarí